# Fritz Hack
Fritz Hack (* 30. März 1917 in Regensburg; † 31. August 1991 in Bonn) war ein deutscher Fußballspieler, Trainer und Sportjournalist. Als Halbstürmer im damals angewandten WM-System hat er als Spieler vom VfL Neckarau in der Gauliga Baden und bei der SpVgg Fürth und TSV 1860 München in der Gauliga Bayern insgesamt über 70 Ligaspiele absolviert und über 30 Tore erzielt. In seiner Zeit bei Neckarau hat Hack auch sieben Spiele in der Gauauswahl Baden und mit den Münchner „Löwen“ 1943 ein Spiel in der Endrunde um die deutsche Fußballmeisterschaft bestritten. Nach Ende des 2. Weltkriegs gehörte er auch noch 1945/46 bei der SpVgg Fürth in der ersten Saison der Fußball-Oberliga Süd in zehn Ligaspielen dem Spielerkader an.

## Spielerkarriere

### Vereine
Der in Regensburg geborene und bei der dortigen Turnerschaft das Fußballspiel in der dortigen Jugendabteilung ausgeübte Offensivspieler, wechselte nach der Saison 1936/37 bei der SpVgg Ansbach aus der Bezirksklasse Mittelfranken zur SpVgg Fürth in die Gauliga Bayern. Durch die Einberufung zum Militär und seine Versetzung nach Mannheim, bestritt er aber lediglich am dritten Spieltag, den 3. Oktober 1937, ein Gauligaspiel für die Grün-Weißen vom Ronhof. Der Einsatz bei einer 1:4-Auswärtsniederlage beim 1. FC Schweinfurt 05 blieb sein einziger Einsatz für Fürth in der Saison 1937/38 in der Gauliga Bayern, da er bereits ab November für Neckarau spielberechtigt war. Hack war auf Halbrechts an der Seite von Albert und Ludwig Janda für Fürth in Schweinfurt aufgelaufen. Der als Wehrmachtsangehöriger nach Mannheim einberufene Hack bestritt am 28. November 1937 in der Gauliga Baden sein erstes Spiel für den VfL Neckarau. Mit dem Team vom Stadion an der Altriper Fähre gewann er das Heimspiel mit 4:1 gegen den FC Germania Brötzingen und erzielte bei seinem Debüt an der Seite von Mitspielern wie Torhüter Otto Diringer, Willi Größle, Siegfried Hessenauer und Gottfried Wenzelburger einen Treffer. Am Rundenende belegte Neckarau mit 22:14 Punkten den 4. Rang und der Mann aus Regensburg/Fürth hatte in 12 Ligaeinsätzen vier Tore erzielt und so überzeugt, dass er am 26. Juni 1938 zu seinem ersten Einsatz in der Gauauswahl von Baden kam. Auch in der folgenden Saison, 1938/39, spielte der Halbstürmer mit Neckarau in der Gauliga Baden; er absolvierte 16 Spiele und erzielte zwei Tore. Sein letztes Ligaspiel für den VfL bestritt er am 18. Mai 1939 bei einer 0:2-Niederlage gegen die SpVgg Sandhofen.
Die nächsten zwei Kriegsrunden, 1939/40 und 1940/41, konnte er wieder in den Farben der SpVgg Fürth antreten und absolvierte für die „Kleeblatt“-Elf an der Seite von Hans Fiederer und Ernst Sieber 33 Ligaspiele, in denen er 13 Tore erzielte. Mit Fürth nahm Hack auch an Spielen um den Tschammerpokal 1940 und 1941 teil. Beim 2:1-Heimerfolg am 29. September 1940 gegen den FC Schalke 04 steuerte er auf Halbrechts, im Innentrio mit Sieber und Fiederer, einen Treffer bei. Im Jahr darauf, am 10. August 1941, verlor er mit seinen Mannschaftskameraden beim 1. FC Nürnberg mit 1:4 und war beim 135. Derby gegen den „Club“ Schütze des Ehrentreffers.
In der Saison 1941/42 kam er wieder durch die Kriegsumstände bedingt in Mannheim beim VfL Neckarau in der Gauliga Baden zum Einsatz. Hack lief in der Endrunde in Baden in den Spielen gegen den VfB Mühlburg (3:4, 0:0), Freiburger FC (5:4) und den zwei Spielen gegen Waldhof Mannheim (0:1, 0:3) für Neckarau auf. Als der Zweite Weltkrieg immer mehr den Fußball in den Hintergrund drängte und die Spiele oftmals unter willkürlichen personellen Bedingungen zur Austragung kamen, Gastspieler und Fronturlauber die Aufstellung bestimmten, sind für Hack 1942/43 für Fürth in der Gauliga Bayern (Nordbayern) drei Spiele mit drei Toren gegen Post SG Fürth, FC Schweinfurt 05 und VfR Schweinfurt von September bis November 1942 notiert. Während seines Studienaufenthaltes in München war er auch von 1942 bis 1944 in der Gauliga Südbayern für den TSV München 1860 aktiv und hat in 12 Ligaeinsätzen neun Tore erzielt. Er gehörte auch zum Team des südbayerischen Gaumeisters, welches am 30. Mai 1943 in Wien in der Endrunde um die deutsche Fußballmeisterschaft mit 0:2 gegen den Gastgeber First Vienna verloren hat. Vor 60.000 Zuschauern im Praterstadion erzielten Rudolf Noack und Karl Decker die Tore für die Wiener.
Das letzte Gauligaspiel für Fürth bestritt er als Urlauber am 19. September 1943 bei einem 14:0-Heimerfolg gegen die Würzburger Kickers, wobei er acht Tore erzielte. Laut Ebner soll er während des Krieges auch kurzzeitig beim Dresdner SC als Gastspieler zum Einsatz gekommen sein.
Hack gehörte dem Spielerkreis an, mit dem am 4. November 1945 unter abenteuerlichen Bedingungen der Nachkriegszeit, die erste Saison der Oberliga Süd angepfiffen wurde. Fürth eröffnete die Saison mit einem 0:0 beim FC Schweinfurt 05 und er war dabei im Angriff als Mittelstürmer aufgelaufen. Am Rundenende belegten die Grün-Weißen den 13. Rang und Hack hatte an der Seite von Mitspielern wie Fred Hoffmann, Albert Janda, Paul Vorläufer, Fritz Wilde und Fritz Zahn unter Trainer Hans Hagen zehn Oberligaspiele absolviert. Sein letztes Ligaspiel bestritt er am 7. April 1946 bei einem 2:0-Heimsieg gegen den FSV Frankfurt, als Mittelläufer Hans Zollhöfer zwei Elfmeter verwandelte. Verletzungsfolgen führten danach zum frühzeitigen Rundenende von Hack.

### Auswahlmannschaften
Am 26. Juni 1938 debütierte Hack beim Spiel gegen Bayern in der Gauauswahl von Baden. In München setzte sich Baden mit 5:3 gegen Gastgeber Bayern durch und neben dem rechten Verbinder Hack spielten noch Georg Herbold, Kurt Langenbein, Anton Lutz und Karl Striebinger im torgefährlichen Angriff der badischen Gauauswahl.
Sein letztes Spiel in der Gauauswahl von Baden absolvierte er am 24. Juni 1939 bei einem 5:1-Erfolg gegen Württemberg. Er bildete mit Hugo Rastetter und August Klingler den Innensturm der badischen Auswahl. In den badischen Auswahlspielen wurde Hack im Kicker als „ein stämmiger Spieler, der neben kraftvollem Einsatz und unermüdlichem Spieleifer auch über reife Technik und famose Einfälle verfügt“, beschrieben.
Mit der deutschen Studentennationalmannschaft gewann er – unter anderem mit Gunther Baumann und Erwin Schädler – das Fußballturnier im Rahmen der vom 20. bis 27. August 1939 in Wien ausgetragenen Studenten-Weltspiele mit zwei Siegen über Ungarn (2:1) und Italien (3:0). In beiden Spielen hatte sich Hack als Torschütze ausgezeichnet. Zuvor hatte im Juni in Berlin im Stadion am Gesundbrunnen ein Probespiel gegen die Auswahl Berlin/Brandenburg (0:2) ohne Hack stattgefunden.
In den zwei folgenden Jahren nach der Rückkehr nach Fürth, kam er auch in der Gauauswahl von Bayern im Wettbewerb um den Reichsbundpokal zum Einsatz. Am 3. Dezember 1939 gehörte er der mit 3:0 siegreichen bayerischen Auswahl im Spiel gegen Württemberg an und erzielte einen Treffer. Am 6. beziehungsweise 27. Oktober 1940 war er auch in den zwei Spielen gegen Niedersachsen im Einsatz. In Nürnberg trennten sich die Konkurrenten 3:3 n. V. und im Wiederholungsspiel setzte sich Bayern in Braunschweig mit 2:1 nach Verlängerung durch. Hack erzielte in der 104. Spielminute an der Seite von Ludwig Janda, Georg Lechner sen., Hans Fiederer und Lorenz Fischer den Siegtreffer für Bayern.
Während des Zweiten Weltkriegs war er auch Angehöriger des Jagdgeschwaders von Major Hermann Graf und spielte in dessen Fußballmannschaft Rote Jäger an der Seite von Fritz Walter und Hermann Eppenhoff.

## Trainerkarriere und Autor
Als der Krieg zu Ende war, erwarb Fritz Hack an der Bayerischen Sportakademie München in Steingaden sein Fußballlehrer-Examen, war Verbandstrainer in Bayern, betreute die deutsche Studentennationalmannschaft, wurde mit dem 1. FC Bamberg bayerischer Landesliga-Meister und hatte außerdem die beiden damaligen Zonenligisten VfL Konstanz und FC Singen trainiert. Parallel zu seinem Sportlehrer-Examen in der Schweiz, das er 1952 ablegte, trainierte er den FC Luzern, mit dem er den Aufstieg in die Nationalliga A schaffte. Der FC St. Gallen war dann seine letzte (Trainer-)Station in Europa, bevor er 1953 Deutschland als angesehener Trainer und Sportjournalist verließ und dann zwölf Jahre in Südamerika verbrachte. Auch hier erwarb er das Trainerdiplom auf der Sportakademie in Buenos Aires und trainierte zeitweise den dortigen deutsch-argentinischen Fußballverein. Als Sportjournalist berichtete er vom südamerikanischen Fußball, von den Weltmeisterschaften und machte sich als Buchautor einen Namen. Das Buch „Schwarze Perle Pele“ aus dem Jahr 1963 aus dem Limpert-Verlag in Frankfurt am Main wurde ein Bestseller. In der Fachzeitschrift „Der Fußball-Trainer“ aus dem Achalm-Verlag in Reutlingen, war er über viele Jahre der Experte für den südamerikanischen Fußball. Beispielhaft wird seine ausführliche Ausarbeitung im Heft 8 aus dem Jahr 1975 mit dem Titel „Fritz Hack schaut sich um im Land der WM ‘78, Argentinien“ angeführt.
Bis 1967 war Hack in Südamerika ansässig, dann kehrte er nach Deutschland zurück und wirkte ab 1. Mai als Technischer Direktor beim Bundesligisten TSV Alemannia Aachen. Er brachte die beiden Uruguay-Nationalspieler Horacio Troche und Juan Carlos Borteiro mit an den Tivoli, kündigte aber zum 30. Juni 1968 wegen „mangelnder Kompetenzzubilligung“ seinen Vertrag, wurde in Bad Godesberg sesshaft und betätigte sich fortan als freiberuflicher Sportjournalist. Der passionierte Briefmarkensammler verstarb 74-jährig am 31. August 1991. Seine letzte Ruhestätte fand er auf dem Rüngsdorfer Friedhof in Bad Godesberg.